# Club Deportivo Coyotes Neza
El Club Deportivo Coyotes Neza, també conegut com a Deportivo Neza, fou un club de futbol mexicà de la ciutat de Nezahualcóyotl, Estat de Mèxic.
El club va ser fundat el 1978 amb el nom Deportivo Neza en comprar la franquícia del Club de Fútbol Laguna, jugant a la ciutat de Texcoco de Mora. Jugà a primera divisió entre 1978 i 1988 quan el club fou venut esdevenint Correcaminos UAT.
Als anys noranta es creà a la ciutat un nou club anomenat Toros Neza.

## Evolució de l'uniforme
| 1979 | 1980 | 1981 | 1982 |